# Instituto Hidrográfico de la Marina
El Instituto Hidrográfico de la Marina (IHM) es el organismo oficial español en materias de hidrografía, oceanografía y cartografía náutica. Su objetivo es garantizar la seguridad en la navegación, obteniendo información sobre el perfil del litoral, los fondos marinos, vientos, mareas y corrientes. El Instituto Hidrográfico de la Marina también publica toda la documentación oficial y obligatoria que es necesaria para el navegante, ajustándose a las directrices de la Oficina Hidrográfica Internacional. Este centro, ubicado en la ciudad de Cádiz e inaugurado en 1944, tiene su antecedente en la Casa de Contratación que fundaron los Reyes Católicos en 1503. Depende del Estado Mayor de la Armada y su dirección la ocupa un capitán de navío.
Para llevar a cabo su misión, el Instituto Hidrográfico de la Marina cuenta con varias secciones:
- Sección de Relaciones Institucionales:

Se ocupa de atender las relaciones con organismos de todo tipo, nacionales o internacionales y públicos o privados. Coordina las acciones necesarias para mantener la correcta imagen institucional y mecanismos publicitarios.
- Jefatura de Órdenes:

Se encarga de transmitir a los buques hidrográficos las órdenes del Comandante-Director para su correcto alistamiento y la adquisición de los datos batimétricos necesarios para la posterior producción cartográfica.
- Centro de Datos:

Gestiona y coordina el conjunto de datos geoespaciales generados en los distintos procesos de producción. Establece la adecuada política de datos para atender las necesidades de otros organismos de la administración. 
- Sección de Hidrografía:

Proyecta, dirige y comprueba los levantamientos hidrográficos necesarios para garantizar la navegación en las zonas de responsabilidad española. 
- Sección de Cartografía:

Es la encargada de la producción y mantenimiento de toda la cartografía náutica en vigor. Es responsable del Proyecto Cartográfico Naútico, distribuido tanto en papel como en formato electrónico, y realiza correcciones continuas de las cartas editadas para mantenerlas actualizadas.
- Sección de Navegación:

Se ocupa de la elaboración y seguimiento de todas las publicaciones que complementan a las cartas náuticas, los avisos a los navegantes, libros de faros y derroteros. También se encarga de la transmisión de mensajes de seguridad para la navegación en el Mediterráneo y Mar Negro, ya que el Instituto Hidrográfico de la Marina es el organismo coordinador en estas áreas. Además, dentro de esta sección, se encuentra el Taller de Instrumentos Náuticos (TIN). Este se encarga del mantenimiento y reparación de equipos náuticos utilizados en buques de la Armada y los utilizados para estudios oceanográficos. 
- Sección de Oceanografía:

Su misión es el análisis de datos, cálculo de predicciones y del cero hidrográfico y el cómputo del nivel de referencia de las ondas. También juega un papel clave en materia medioambiental dentro de la Armada, colaborando con otras instituciones nacionales e internacionales. Entre los documentos que edita destaca el Anuario de mareas, que contiene predicciones de mareas por puertos.
- Sección Industrial:

Cuenta con sistemas editoriales de cartografía y publicaciones náuticas, gabinete de fotocomposición, un taller de impresión y encuadernación para las publicaciones en papel y otro para la homologación, reparación y mantenimiento de los instrumentos náuticos de los buques de la Armada. 
- Escuela de Hidrografía «Alejandro Malaspina»:

Imparte la enseñanza hidrográfica a oficiales y suboficiales españoles y de otros países. La escuela está reconocida por la Organización Hidrográfica Internacional.
- Archivo Histórico